# RNF212
RNF212 (англ. Ring finger protein 212) – білок, який кодується однойменним геном, розташованим у людей на 4-й хромосомі. Довжина поліпептидного ланцюга білка становить 297 амінокислот, а молекулярна маса — 33 365.
| 10         |  | 20         |  | 30         |  | 40         |  | 50         |
| ---------- |  | ---------- |  | ---------- |  | ---------- |  | ---------- |
| MANWVFCNRC |  | FQPPHRTSCF |  | SLTNCGHVYC |  | DACLGKGKKN |  | ECLICKAPCR |
| TVLLSKHTDA |  | DIQAFFMSID |  | SLCKKYSRET |  | SQILEFQEKH |  | RKRLLAFYRE |
| KISRLEESLR |  | KSVLQIEQLQ |  | SMRSSQQTAF |  | STIKSSVSTK |  | PHGCLLPPHS |
| SAPDRLESME |  | VDLSPSPIRK |  | SEIAAGPARI |  | SMISPPQDGR |  | MGPHLTASFC |
| FIPWLTLSKP |  | PVPGECVISR |  | GSPCFCIDVC |  | PHWLLLLAFS |  | SGRHGELTNS |
| KTLPIYAEVQ |  | RAVLFPFQQA |  | EGTLDTFRTP |  | AVSVVFPLCQ |  | FERKKSF    |

A: Аланін

C: Цистеїн

D: Аспарагінова кислота

E: Глутамінова кислота

F: Фенілаланін

G: Гліцин

H: Гістидин

I: Ізолейцин

K: Лізин

L: Лейцин

M: Метіонін

N: Аспарагін

P: Пролін

Q: Глутамін

R: Аргінін

S: Серин

T: Треонін

V: Валін

W: Триптофан

Кодований геном білок за функцією належить до лігаз. 
Задіяний у таких біологічних процесах, як убіквітинування білків, мейоз, альтернативний сплайсинг. 
Білок має сайт для зв'язування з іонами металів, іоном цинку. 
Локалізований у ядрі, хромосомах.